# Pristimantis pluvialis
O Pristimantis pluvialis é uma espécie de anuro da família Craugastoridae. É encontrado na base dos Andes, no Parque Nacional de Manú, no sudoeste do Peru. Foi descoberta em 2016.